# Kunč (Podstenice)
Kunč (ausgesprochen [ˈkuːntʃ];, deutsch: Kuntschen) ist eine abgelegene verlassene Siedlung in der Gemeinde Dolenjske Toplice,  Gemeindeteil Podstenice, im Süden Sloweniens. Das Gebiet ist Teil der traditionellen Region Unterkrain und gehört heute zur statistischen Region Südostslowenien.
In der Nähe der Wüstung befindet sich die Kuntschner Eisgrotte.

## Geschichte
Kuntschen, ein kleines Haufendorf, wurde erstmals im 15. Jahrhundert erwähnt und war damit eine der ältesten Siedlungen in der Gottscheer Region. Der Standort befindet sich auf einer Lichtung im zentralen Teil des Kočevski Rog (heute im äußersten westlichen Teil der Gemeinde Dolenjske Toplice). 
Das Dorf wurde im Winter 1941/1942 geräumt und während der italienischen Offensive im Sommer 1942 niedergebrannt. 
Kunč ist im slowenischen Register des unbeweglichen Kulturerbes eingetragen.